# Saint-Aunès
Saint-Aunès é uma comuna francesa na região administrativa da Occitânia, no departamento de Hérault. Estende-se por uma área de 12.32 km², e possui 3.557 habitantes, segundo o censo de 2018, com uma densidade de 290 hab/km².